# Giktgas
Giktgas er et biprodukt fra reduktionen af jernmalm med koks til jern i højovne. Der er en del brændbare bestanddele i giktgassen. Tidligere lukkede man al gassen ud i luften og intet af den blev udnyttet andre steder.
Nu til dags renses gassen for støv. Ca. ¼ af gassen bruges til at forvarme luften til højovnen. Det sker ved, at gassen bliver ført ind i Cowperforvarmeren (luftforvarmer), hvor gassen brænder og derved opvarmer de stablede sten.
Resten af gassen bliver brugt til at lave elektricitet og til andre formål som opvarmning i stålværkets produktion. På den måde er der intet af giktgassen, der går til
spilde, og man opnår et resursespild på 0%.